# قعشوم
القعشوم (الاسم العلمي: Holothyrus) هو جنس من القراديات يتبع الفصيلة القعشومات من رتبة القعشوميات.

## أنواع القعشوم
- قعشوم قرمزي
- قعشوم ليجندري